# Gypsophila saponarioides
Gypsophila saponarioides là loài thực vật có hoa thuộc họ Cẩm chướng. Loài này được Bornm. & Gauba mô tả khoa học đầu tiên năm 1935.